# Lac Amisquioumisca
Le lac Amisquioumisca est un plan d'eau douce constituant un plan d'eau majeur de la rivière Nipukatasi, sur le bassin versant Sud de la rivière Broadback, dans la municipalité de Eeyou Istchee Baie-James (municipalité), dans la région administrative du Nord-du-Québec, au Québec, au Canada.
La foresterie constitue la principale activité économique du secteur. Les activités récréotouristiques arrivent en second.
Le bassin versant du lac Amisquioumisca est accessible grâce à la route de la Baie-James (sens Nord-Sud) venant de Matagami, passant du côté Ouest du lac.
La surface du lac Amisquioumisca est habituellement gelée du début novembre à la mi-mai, toutefois la circulation sécuritaire sur la glace se fait généralement de la mi-novembre à la mi-avril.

## Géographie
Le lac Amisquioumisca fait partie d’un ensemble de lacs dans le même secteur (entre la rivière Broadback et la rivière Waswanipi), généralement formés en longueur, plus ou moins en parallèle les uns et les autres, notamment le Lac Ouescapis, le lac Poncheville, le lac Quénonisca, le lac Salamandre, le lac Opataouaga et le lac Rocher (rivière Nipukatasi).
Tandis que du côté nord-ouest, le plan d’eau majeur est le lac Evans.
Le lac Amisquioumisca s’alimente par de plusieurs ruisseaux riverains et surtout de la rivière Nipukatasi (venant du Nord). Le courant de cette rivière traverse le lac sur 12,5 km vers le Sud-Ouest.
Ce lac présente une longueur de 14,0 km, une largeur de 4,7 km, une altitude de 302 km et une superficie de km2. De forme oblongue, ce lac compte treize îles.
Les zones environnantes de proximité du lac comportent plusieurs sommets de montagne.
L'embouchure du lac est situé à :
- 3,4 km au Sud-Est de la partie Sud du lac Rocher (rivière Nipukatasi) ;
- 26,0 km au Sud de l’embouchure du lac Rocher (rivière Nipukatasi) ;
- 36,0 km au Sud de l’embouchure de la rivière Nipukatasi (confluence avec la rivière Broadback) ;
- 74,1 km au Sud-Est de l’embouchure du lac Evans lequel est traversé par la rivière Broadback ;
- 197,7 km au Sud-Est de l’embouchure de la rivière Broadback (confluence avec la Baie de Rupert) ;
- 114,3 km au Nord-Est du centre-ville de Matagami ;
- 157,4 km à l’Ouest du centre-ville de Chibougamau[1].

Le lac Amisquioumisca se déverse du côté sud-ouest. Son embouchure constitue le début de la partie inférieure de la rivière Nipukatasi. De là, le courant coule sur 77,5 km en traversant notamment le lac Rocher (rivière Nipukatasi), jusqu’à sa confluence avec la rivière Broadback. De là, le courant se dirige vers l’Ouest en coulant par la rivière Broadback sur 15,3 km jusqu’à la rive Est de la Baie du Corbeau qui constitue une extension du lac Evans. En aval du lac Evans, l'eau s'écoule par la rivière Broadback vers l’ouest jusqu’à la rive est de la baie de Rupert.

## Toponymie
Jadis, la graphie « lac Amiskwumiska » a été en usage pour désigner ce plan d’eau.
Le toponyme lac Amisquioumisca a été officialisé le 5 décembre 1968 à la Commission de toponymie du Québec, soit à la création de cette commission.